# Filmoteca Canaria
La Filmoteca Canaria es un organismo perteneciente a la Consejería de Educación, Cultura y Deportes del Gobierno de Canarias. Su labor principal consiste en conservar material fílmico, especialmente el relacionado con Canarias, y acercar el mismo al público mediante su proyección.

## Historia
La Filmoteca Canaria es creada el 3 de noviembre de 1984, gracias al Real Decreto del 28 de diciembre de 1983 que transfiere a Canarias la competencia sobre fomento de actividades cinematográficas. En enero de 1992, pasa a formar parte de la Sociedad Canaria de las Artes Escénicas y de la Música (SOCAEM), empresa pública dependiente de la Consejería de Educación, Cultura y Deportes; esta empresa pasa a denominarse Canarias Cultura en Red  en enero de 2005, tras su reconversión. Ese año la Filmoteca Canaria queda adscrita al Plan Canario del Audiovisual.

## Área de archivo
Con sede en Santa Cruz de Tenerife, se encarga de recuperar y conservar material relacionado con el cine, tanto en las Islas como fuera de ellas. Su fondo audiovisual cuenta con unos 3.500 títulos de películas, 1.233 de ellos en formato digital y videográfico y el resto en cine; se agrupan en un fondo general y uno canario. Este último se centra principalmente en los cineastas canarios de las décadas anteriores a los años ochenta. La Filmoteca cuenta con un área de visionado a disposición de investigadores y del público en general, en el que se puede consultar los fondos.
También cuenta con un importante y creciente fondo documental, consistente en carteles, programas de mano (unos 8.500), fotografías de rodajes (unas 1.500) y guías publicitarias, además de libros, revistas y prensa que en su mayor parte se encuentran catalogados. Posee diversos aparatos cinematográficos.
Así mismo, es el área encargada de la investigación del cine en Canarias.

## Área de difusión
Su sede se encuentra en Las Palmas de Gran Canaria. La Filmoteca trata de acercar, mediante una oferta permanente, el cine no comercial que difícilmente llegaría a los espectadores; para ello, proyecta una amplia variedad de títulos, siempre en versión original subtitulada (V.O.S.E.).
La Filmoteca Canaria ocupa para proyección una sala de los Cines Renoir Price en Santa Cruz de Tenerife y otra de los Multicines Monopol en Las Palmas de Gran Canaria.
La Filmoteca realiza ciclos de cine en las siete islas, intentando llegar a ellas en colaboración con los Cabildos Insulares. También desarrolla el proyecto Educar la Mirada para alumnos de Educación Secundaria, con proyecciones acompañadas de un posterior coloquio. Además realiza proyecciones para alumnos de Primaria.